# Karl August Senff
Pour les articles homonymes, voir Senff.
Karl August Senff, né le 12 mars 1770 à Kreypau dans l'électorat de Saxe, et mort le 2 janvier 1838 à Dorpat, Gouvernement de Livonie, Empire russe, est un peintre, graveur et professeur germano-balte.

## Biographie
Senff a notamment eu comme élève Georg Friedrich Schlater.